# The Brute (film 1912)
The Brute è un cortometraggio muto del 1912 diretto da Ulysses Davis e prodotto dalla Champion Film Company di Mark M. Dintenfass.

## Trama
La Morte si prende l'anima di un ubriacone.

## Produzione
Il film fu prodotto dalla Champion Film Company, una compagnia indipendente che Dintenfass aveva fondato nel 1909, stabilendone gli studi a Fort Lee, nel New Jersey.

## Distribuzione
Distribuito dalla Motion Picture Distributors and Sales Company, il film - un cortometraggio di una bobina - uscì nelle sale cinematografiche USA il 22 gennaio 1912.